# 貝爾維爾 (密歇根州)
貝爾維爾（英語：Belleville）是一個位於美國密歇根州韋恩縣的城市。

## 人口
根據2020年美國人口普查的數據，貝爾維爾的面積為3.07平方千米，當中陸地面積為2.93平方千米，而水域面積為0.14平方千米。當地共有人口4008人，而人口密度為每平方千米1,306人。